# Tečni naftni gas
Tečni naftni gas (TNG ili LPG od engl. Liquefied Petroleum Gas), odnosno auto plin ili u domaćinstvu zvan plin, je smeša ugljovodoničnih gasova, koja se koristi kao gorivo za automobile ili druge potrošače. To je savremeni naziv za propan-butan (koji se, između ostalog, prodaje u "butan bocama").
Tečni naftni gas je smeša ugljovodonika sa 3 i 4 ugljenikova atoma (propan, n-butan, izo-butan, propen, buten, ...). Oni su karakteristični (a i dobili su ime) po tome što (na normalnoj temperaturi) lako, tj. na malom pritisku (2-8bar, ređe 16bar) prelaze u tečno stanje. Preciznije, na temperaturi od 70 °C njihov pritisak nije viši od 31bar, a gustina tečne faze na temperaturi od 50 °C nije manja od 0,4kg/dm³. 
Dobija se utečnjavanjem smeše gasova dobijene izdvajanjem iz rafinerijskih gasova (nastalih preradom nafte) nafte, odnosno gasova dobijenih preradom prirodnih gasovitih goriva (u postupku zvanom degazolinaža).

## Svojstva
TNG je bezbojan, veoma zapaljiv i eksplozivan gas, karakterističnog mirisa. Pošto je 1,9× teži od vazduha, zadržava se na najnižim mestima, sa kojih svojim prisustvom istiskuje kiseonik. Zato spada u grupu zagušljivaca. Nije otrovan već samo u veoma velikim koncentracijama ima lako narkotično dejstvo. 
Sagoreva burno, oslobađajući veliku količinu toplote, a produkti sagorevanja su ugljendioksid i vodena para. Najviša temperatura plamena sagorevanja (sa vazduhom) je oko 1900 °C. 
Sa vazduhom stvara eksplozivne smeše koje se lako mogu zapaliti u prisustvu otvorenog plamena. Međutim, u odnosu na druge zapaljive gasove, granice eksplozivnosti smeše TNG-a su veoma uske:
granice zapaljivosti su 2 ÷ 9 vol% (za smešu propan-butan 35:65). (Za propan - 2,1 ÷ 9,5, a za butan - 1,9 ÷ 8,5.)
To znači, da ako u prostoriji ili određenom prostoru ima manje od 2% ili više od 9% smeše propana i butana neće doći do eksplozije čak i ako postoji izvor paljenja (zbog viška, odnosno manjka kiseonika)! 
Njegov oktanski broj se kreće u rasponu 90 ÷ 110, a (gornja) toplotna moć mu je između 25,5MJ/dm³ (za čisti propan) i 28,7MJ/dm³ (za čist butan) - u zavisnosti od sastava.

## Upotreba
Koristi se kao energent u domaćinstvima, pre svega za kuvanje (za grejanje ređe zbog potrebe za relativno velikim količinama). U domaćinstvima se TNG koristi u obliku plinskih (propan-butan) boca, čija se veličina obično iskazuje u kilogramima.
Koristi se u i turističke svrhe, odnosno za kuvanje i osvetljenje pri boravku u prirodi.
Poslednje decenije sve se više koristi i na automobilima.
U svetu je 2002. godine ukupno potrošeno oko 200 miliona tona TNG, od čega kao pogonsko gorivo oko 16 miliona tona TNG (što je oko 8%). Te godine je u Evropi ukupna potrošnja TNG bila 18 miliona tona, od čega je 3,4 miliona tona (19%) potrošeno kao automobilsko gorivo (ostatak za potrebe domaćinstava i industrije). Godišnja stopa rasta svetske potrošnje TNG je 12-15%. 
Potrošnja TNG-a (u hiljadama tona) u Evropi prema AEGPL (31.12.2002) u domaćinstvima i kao autogas (redosled prema učešću autogasa u ukupnoj potrošnji).
| Država                           | domaćinstva | automobili | automob. [%] | ukupno |
| -------------------------------- | ----------- | ---------- | ------------ | ------ |
| (Ondašnje) članice EU            |             |            |              |        |
| Holandija                        | 114         | 494        | 81,3%        | 608    |
| Italija                          | 2 387       | 1 326      | 35,7%        | 3 713  |
| Belgija                          | 274         | 94         | 25,6%        | 368    |
| Danska                           | 57          | 11         | 16,2%        | 68     |
| Уједињено Краљевство             | 1 041       | 73         | 6,6%         | 1 114  |
| Francuska                        | 2 773       | 188        | 6,3%         | 2 961  |
| Austrija                         | 125         | 1          | 0,2%         | 126    |
| Grčka                            | 362         | 13         | 3,5%         | 375    |
| Portugal                         | 930         | 18         | 1,9%         | 948    |
| Irska                            | 133         | 2          | 1,5%         | 135    |
| Španija                          | 2 399       | 28         | 1,2%         | 2 427  |
| Nemačka                          | 1 552       | 15         | 1,0%         | 1 567  |
| Švedska                          | 443         | 0          | 0,0%         | 443    |
| Finska                           | 239         | 0          | 0,0%         | 239    |
| Ukupno (ondašnje) članice EU     | 12 829      | 2 263      | 15,00%       | 15 092 |
| Norveška                         | 138         | 3          | 2,1%         | 141    |
| Švajcarska                       | 92          | 0          | 0,0%         | 92     |
| Ukupno EEP + Švajcarska          | 13 059      | 2 266      | 14,79%       | 15 325 |
| Kasnije članice EU               |             |            |              |        |
| Poljska                          | 590         | 960        | 61,9%        | 1 550  |
| Češka Republika                  | 74          | 68         | 47,6%        | 142    |
| Mađarska                         | 204         | 41         | 16,7%        | 245    |
| Rumunija                         | 252         | 32         | 11,3%        | 284    |
| Slovenija                        | 83          | 0          | 0,0%         | 83     |
| Ukupno (ondašnje) ne-članice EEP | 1 203       | 1 101      | 47,79%       | 2 304  |
| Ukupno (sadašnji EEP)            | 14 262      | 3 367      | 19,10%       | 17 629 |

## Bezbednost
TNG za široku potrošnju se odoriše, tj. dodaju mu se materije prepoznatljivog mirisa (npr. etil-merkaptan, organsko jedinjenje koje sadrži sumpor), tako da se veoma male koncentracije gasa u vazduhu mogu namirisati. 
Maksimalno dozvoljena koncentracija u radnoj okolini iznosi 1800 mg/m³, odnosno 1900 mg/m³ (za propan, odnosno butan).
S obzirom da je TNG teži od vazduha, on se skuplja na najnižim mestima (u slivnicima i sl.) pa se to mora imati u vidu pri projektovanju provetravanja prostorija gde se može javiti TNG (kao i pri eksploataciji radionica za ugradnju ovakvih sistema). 
Iz istog razloga, zabranjeno je parkiranje vozila sa TNG sistemom u podzemnim garažama, a u nadzemnim su za potrebno provetravanje dovoljna dva otvora iznad poda garaže koja obezbeđuju prirodnu cirkulacije vazduha.

## TNG na automobilima

### TNG vs motorni benzin
TNG se koristi kao gorivo za oto motore, kako zbog cene koja je znatno niža od cene motornog benzina, tako i iz ekoloških razloga, a ima i određena pozitivna tehnička svojstva: 
znatno veći oktanski broj, 
niža tačka isparavanja - bolje pravljenje smeše sa vazduhom, koja ima širu granicu upaljivosti, što omogućava rad motora sa znatno siromašnijom smešom; 
ne stvara kondenzaciju goriva po zidovima cilindra čime posredno produžava radni vek motora. 
S obzirom na manju toplotnu moć TNG u odnosu na motorni benzin, potrebna je nešto veća količina goriva (za oko 10%).
Neke zemlje, upravo zbog ekoloških razloga, administrativno stimulišu upotrebu plina, bilo finansijskim merama (cena goriva, poreske olakšice, jeftiniji parking...), bilo čisto administrativnim merama (dozvola ulaska u inače zabranjenu centralnu gradsku zonu, posebna parking mesta za ovakva vozila...).

### TNG sistemi
Da bi se TNG koristio na oto motorima (tj. onim koji inače koriste benzin), potrebno je ugraditi dodatni plinski sistem. Plinski sistem mora biti prilagođen tehnologiji rada motora i konstruktivnim osobinama motora.Trenutno nije moguće konvertovati motore koji imaju tzv. GDI (gasoline direct injection) strategiju ubrizgavanja.
Pošto se TNG može na oto motorima koristiti praktično bez ikakvih intervencija na samom motoru, TNG sistemi principijelno obezbeđuju samo skladištenje i isparavanje TNG. Njihova ugradnja je stoga relativno jednostavna i jeftina. 
Jedan plinski sistem se sastoji od sledećih elemenata:
- rezervoar, sa sledećim elementima:
  - ventil sigurnosti - ispušta gas iz rezervoara, ako pritisak poraste preko 25bar
  - ventilom protiv loma cevi (postavlja se na priključku za pražnjenje) - zatvara se ako pri naglom pritiska u odvodnom cevovodu
  - priključci za punjenje i pražnjenje,
  - pokazivač nivoa tečnosti (sa oznakom najveće dozvoljenog nivoa punjenja - 80% zapremine!)

Iznad nabrojani ventili mogu biti pojedinačno ugrađeni na rezervoar ili mogu biti podsklopovi(podsistemi) dela koji se naziva MULTIVENTIL ili ARMATURA REZERVOARA. Svi ovi ventili ili multiventil moraju biti smešteni u tzv.sistem za ventilaciju čija je uloga da u slučaju curenja gasne smeše spreči prodor gasa u kabinu vozila i da omogući oticanje gasa van vozila.
- prečistač - postavlja se na vod tečne faze, tj. iza rezervoara a ispred ventila
- elektro ventil - postavlja se na vod tečne faze, posle prečistača (može biti izrađen zajedno sa prečistačem), a pre isparivača
- isparivač
- reduktor/regulator pritiska - postavlja se što bliže karburatoru ili drugim uređaju koji uvodi gas kao gorivo u motor (može biti izrađen zajedno sa isparivačem)
- vodovi - od čeličnih ili bakarnih cevi, pričvršćuju se bar na svakih 50cm, moraju biti pristupačni za vizuelnu kontrolu
- Komandni uređaj sa električnom instalacijom(prekidač, elektronska kontrolna jedinica i druge elektronske ili elektromehaničke komponente).

Radni pritisak u rezervoaru, u normalnim okolnostima, samo je malo viši od pritiska u bojleru za toplu vodu (za smesu propan-butan 50%:50%: na 0 °C - 3bar, na 20 °C - 5,8bar). Rezervoari se prave od čeličnog lima debljine 2,5 ÷ 4 mm, ispituju se na znatno više pritiske, a postoje i sigurnosni ventili koji efikasno upravljaju rizikom. 
TNG sistemi se uglavnom ugrađuje naknadno (retrofiting), mada je u svetu sve više proizvođača automobila koji u svoja vozila fabrički ugrađuju plinske sisteme (OEM - Original Equipment Manufacturers). Plinski sistemi su obično dvogorivi (engl. bi fuel) - omogućavaju preključivanje vrste goriva koja se koristi, ali mogu biti i čisto plinski (engl. mono fuel). Reno, Vauxhall, Ford, Volvo, FIAT, Daimler Crysler, GM i Rover ugrađuju dvogorive sisteme, dok Nisan i Tojota prave i čisto plinske sisteme.

### Rasprostranjenost TNG sistema
Procena je da danas ima preko 10 miliona automobila koji mogu da koriste TNG, a ovaj broj raste stopom od 12-15% godišnje. 
TNG sistemi se uglavnom ugrađuju u putnička i dostavna vozila. 
Pregled evropskih zemalja sa najviše vozila sa TNG sistemima (2004. godina):
| Zemlja    | Broj vozila              |
| --------- | ------------------------ |
| Italija   | 1 400.000                |
| Poljska   | 600.000                  |
| Norveška  | 400.000                  |
| Holandija | 360.000                  |
| Francuska | 210.000                  |
| Region    |                          |
| Srbija    | 10 100; procena: 150.000 |
| Hrvatska  | procena: 15 000 ÷ 20.000 |

Takođe u Grčkoj velika većina taksista koristi TNG, tok je to u Japanu oko 90% taksista.
Teška vozila (pre svega gradski autobusi, ali i kamioni i dr.) uglavnom koriste zemni gas, i to komprimovani, mada se sve više radi i na razvoju motora i TNG sistema za ovakva vozila (npr. DAF i OAF, kao deo MAN-a). (Npr. u Beču se ovakvi autobusi koriste već više od 40 godina.)
Pregled broja autobusa na TNG pogon po AEGPL-u 2002. godine:
| Zemlja    | Broj autobusa |
| --------- | ------------- |
| Austrija  | 550           |
| Danska    | 270           |
| Holandija | 150           |
| Francuska | 130           |
| Španija   | 98            |
| Poljska   | 85            |
| Češka     | 80            |
| Italija   | 25            |
| Finska    | 7             |

### Podsticajne mere za upotrebu TNG
I Evropska unija i Savet Evrope podržavaju masovniju upotrebu TNG: 29. novembra 2000. godine Evropska komisija usvojila je takozvanu Zelenu knjigu o sigurnom snabdevanju - (engl. Green paper: Towards a European strategy for the security of energy supply), u kojoj je kao jedan od ciljeva navedena potreba zamene 20% goriva u drumskom prevozu alternativnim gorivom do 2020. godine. (Sada je učešće alternativnih goriva na nivou nekoliko procenata.) Pod alternativnim gorivom se u širem smislu smatraju goriva koja su u stanju da zamene postojeća klasična goriva za pogon motornih vozila, kao što su motorni benzin i dizel gorivo.
Sjedinjene Američke Države takođe podržavaju popularizaciju TNG. Propane Education And Research Act koji je potvrđen od strane Kongresa 1996. godine, daje dozvolu da se sredstvima ostvarenim prodajom propana vrši njegova promocija kao ekološki čistog goriva. Konstituisan je i Savet za obrazovanje i istraživanje propana (Propane Education Research Council) - PERC, zarad sprovođenja istraživačkih, razvojnih, edukativnih i sigurnosnih aktivnosti u vezi sa korišćenjem gasa kao ekološkog goriva. 
Australija dotira svaki novougrađeni TNG uređaj, sa 1000AUD, što je oko 50% troškova ugradnje.
Italija dotira TNG uređaje sa 650 EUR, a ovakvim vozilima dozvoljeno je kretanje u 18 područja u kojim konvencionalna vozila na benzin/dizel imaju zabranu kretanja.
Velika Britanija: Kraljica kao i premijer koriste vozila sa ugrađenim TNG sistemom. U Londonu, vlasnici ovakvih vozila oslobođeni su plaćanja takse za ulazak u centralnu gradsku zonu (u vremenu od 7 ujutru do 18:30 popodne radnim danom).
Holandija raznim merama jako uspešno podstiče širenje TNG sistema. Procena je da u Holandiji ima preko 400.000 ovakvih vozila, što je čini drugom zemljom u Evropi, po broju konvertovanih vozila po glavi stanovnika.
Nemačka vlasnicima vozila na TNG daje poreske olakšice.
Japan: Čak 95% taksista koristi TNG.
Hrvatska takođe populariše TNG. Procenjuje se da u Hrvatskoj ima 15 000 do 20.000 vozila na TNG.
Španija, Norveška, Belgija, Francuska, Poljska, Novi Zeland, pa i Kina i zemlje Latinske Amerike i Afrike takođe raznim metodama popularišu upotrebu TNG-a
Srbija nema jasnu strategiju niti pravac razvoja po ovom pitanju. Jedina direktna olakšica koju država daje je popust pri plaćanju ekološke takse: vozila na plin se tretiraju kao i vozila sa EVRO 4 motorima, tj. plaćaju 62,5% iznosa koji se plaća za vozila na bezolovni benzin ili eurodizel. Međutim, radi se o minimalnom iznosu, koji se u zavisnosti od radne zapremine motora kreće u rasponu od 120÷380din (1,5÷5€). Cenu samog goriva država reguliše da bude povoljnija u odnosu na cenu motornog benzina, ali tendencija je da se ova razlika smanjuje.

## Regulativa
Do sada nije bilo angažovanja države u prihvatanju evropskog paketa standarda niti donošenja domaće regulative.
Pravilnici 67 i 115 Ekonomske komisije Ujedinjenih nacija za Evropu (ECE), koji se odnose na uređaje za TNG, nisu ratifikovani u Srbiji, domaći propisi koji se odnose na primenu TNG na vozilima su zastareli (propisi o ugradnji zemnog gasa i ne postoje), tako da u ovoj oblasti uglavnom vlada stihija, uvoz (mahom šverc) nekontrolisanih delova i ugradnja ovakvih sistema u nelicenciranim servisima. Već ugrađeni uređaji se mogu atestirati u jednoj od 7 organizacija ovlašćenih za ispitivanje vozila, ali to se obično ne radi, pošto opasnost od kažnjavanja za sada nije realna, s obzirom da kako policija, tako i preduzeća ovlašćena za obavljanje tehničkog pregleda to obično ne kontrolišu.

## Spoljašnje veze
- mapa TNG punionica - u Srbiji
- mapa TNG punionica - u Crnoj Gori[мртва веза]
- mapa TNG punionica - u Bosni i Hercegovini[мртва веза]
- mapa TNG punionica - u Hrvatskoj[мртва веза]